# Vibberodden fyr
Vibberodden fyr (oder auch Viberodden fyrstasjon) ist ein Leuchtfeuer in der Kommune Eigersund in der Fylke (Provinz) Rogaland, Norwegen. Er steht westlich der Südeinfahrt zum „Sundet“, dem altnordisch „Eikundarsund“ genannten Sund zwischen der Insel Eigerøya und dem Festland, und somit zum Hafen von Egersund an der Dalane-Küste. Vibberodden fyr ist somit ein Hafenzufahrtsfeuer.

## Geschichte
Das einstige Wärterhaus mit dem Leuchtfeuer auf dem Dach und mehreren kleinen Nebengebäuden (Werkstatt, Waschhaus mit Zisterne für Regenwasser, Toilettenhäuschen) befindet sich auf dem nördlichen Ende eines nur etwa 75 × 75 m großen Holms unmittelbar südlich der Insel Eigerøya, dem Viberodden (= hvit + berg + odden). Es wurde 1855 in Betrieb genommen, nach dem nur wenige Kilometer nordwestlich 1854 eingeweihten Küstenfeuer Eigerøy fyr. Bis 1977 wohnte eine Leuchtturmwärterfamilie im Haus; dann wurde das Leuchtfeuer automatisiert. Die Feuerhöhe ist 22 m über Hochwasser. Das Feuer hat eine Lichtstärke von 4,500 cd und eine Reichweite von 14,4 Seemeilen.

## Heutige Nutzung
Heute ist die Anlage im Besitz der Stiftung der Freunde Viberoddens, auf der Basis eines 30-Jahre-Pachtvertrags mit dem norwegischen Kystverket (Küstenverwaltung), die den Leuchtturm und die Nebengebäude renoviert und in Stand hält. Die Stiftung besteht aus dem Küstenverein Egersund, dem Dalane Volksmuseum und der Kommune Eigersund.